# Martin Sorrondeguy
Martin Sorrondeguy (Montevideo, 3 de diciembre de 1967) es un documentalista y una figura icónica en la escena del punk y el activismo. Nacido en Uruguay, y criado en Estados Unidos, su vida se ha caracterizado por su pasión por la música y su compromiso con la justicia social, es el cantante de las bandas estadounidenses de hardcore punk Los Crudos y Limp Wrist, es fundador del sello discográfico DIY Lengua Armada Discos, y una figura prominente tanto en la escena straight edge como en la escena queercore. Actualmente canta en la banda Needles.

## Biografía
Martín Sorrondeguy nació en 1967 en Montevideo, Uruguay, y un año después junto a su familia se asentó en Pilsen, un barrio de clase trabajadora de Chicago, Estados Unidos.
A principios de los años 1980, se involucró activamente en la cultura b-boy. Sin embargo, atraído por las exposiciones mediáticas predominantes de los años 80 sobre el punk que generaban miedo en los padres y por la actuación de Lux Interior, vestido de cuero, en Urgh! A Music War, la lealtad subcultural de Sorrondeguy cambió de la cultura b-boy al hardcore punk.

## Carrera artística

### Carrera musical
La historia de Sorrondeguy en el punk comenzó con su papel como cantante en dos influyentes bandas de hardcore punk estadounidenses: Los Crudos y Limp Wrist. Cantó sobre muchos problemas que enfrentan las minorías de habla hispana en los EE. UU. como vocalista de Los Crudos, formada en 1991. La banda grabó tanto en español como en inglés, lanzó muchas grabaciones y realizó giras por Sudamérica y México, así como por Estados Unidos y Canadá. Sorrondeguy creó el sello discográfico independiente Lengua Armada Discos que se dedicó a lanzar música punk y hardcore, incluyendo los discos de su propia banda.
Martín fue baterista de Tragatelo desde 1999 hasta 2002, año en que se desintegró la banda.
A fines de 2003, fundó Harto, una banda de hardcore punk efímera de California cuando Limp Wrist estaba inactivo, lanzó un demo y realizó solo unos pocos conciertos. Sorrondeguy, tras la disolución de Los Crudos, formó Harto en busca de transmitir un mensaje sobre como las redadas de inmigrantes indocumentados y los asesinatos de mujeres en Juárez, a través del arte escénico y la música. La banda recibió elogios por su sonido crudo y enérgico, y contaba con la participación de miembros de Kontraattaque, Disidencia y Hit Me Back, incluyendo a Martin en las voces y un guitarrista de Uruguay que antes había tocado en Disidencia.
También formó la banda de queercore Needles, lanzando su EP Desesperación en 2012.
En 2016, en voz y batería formó la banda Alambres junto a Miguel Amezcua lanzando su EP homónimo.

### Otras contribuciones culturales
Su contribución a la escena punk va más allá de la música. Durante su tiempo como vocalista de Los Crudos, comenzó a trabajar en 1999 en su documental "Beyond The Screams: A US Latino Hardcore Punk Documentary". Este documental destacó la importancia del punk latino en Estados Unidos y su papel en la lucha contra la injusticia y la discriminación.
Además de su compromiso con la música y el activismo punk, fue un pionero en la visibilidad de la comunidad queer en la escena punk. Fue durante la época que fue vocalista de Los Crudos que Sorrondeguy hizo pública su sexualidad y comenzó a hablar al respecto. En 1997, participó en el documental Queercore: A Punk-U-Mentary de Scott Treleaven y habló sobre ser gay en la escena del hardcore punk. En 1998, fundó la banda Limp Wrist, una banda queercore vanguardista que desafió las normas de género y sexualidad en la música punk.
Desde principios de la década de 2000, Martín ha participado en exposiciones fotográficas, documentando su vida y sus experiencias en la escena punk, que también ha sido documentada regularmente en su zine semi-regular, Susto y ha sido un conferencista invitado en varios países como en Canadá, Brasil, Australia y los EE. UU. compartiendo su perspectiva sobre el punk, la identidad y la lucha por los derechos humanos.
En 2001, partició en la publicación de Punk Planet, We Owe You Nothing. En 2002, participó en la edición "Queer Punk" del zine punk Maximum Rock n Roll, con sede en San Francisco, hablando con músicos como Aaron Detroit de The Little Deaths, Cookie Tuff de Subtonix y miembros de Sta-Prest. En 2006, junto a Limp Wrist realizó una gira por Estados Unidos y comenzó a grabar un nuevo álbum, que se lanzaría en 2007. 
Sorrondeguy fue entrevistado sobre su vida en 2021 por el profesor Nicholas De Genova para el episodio 2 del podcast Metropolis Rising.
También ha explorado las escenas de la música underground y punk desde la década de los ochenta, capturando imágenes de personas y lugares mientras viaja con bandas. Su trabajo ofrece una visión de un mundo en constante cambio de música, arte y cultura que reside intencionalmente alejado de la corriente mainstream, documentando el punk a medida que evoluciona en términos sonoros y estilísticos a lo largo de décadas, con fotografías tomadas en Estados Unidos, México, Australia, Europa, Japón y América del Sur, las cuales se han compilado en varios libros.

## Discografía
para discografías ver:
- Los Crudos
- Limp Wrist

## Filmografía
- Queercore: A Punk-U-Mentary, dirigida por Scott Treleaven (1997)
- Más allá de los gritos: un documental latino de hardcore punk estadounidense dirigido por Martin Sorrondeguy (1999)
- No Delusions - A Chicago Hardcore Documentary (2015)[15]

## Libros
- Porquería, en Tokio, Japón en 2010
- Get shot, en Los Ángeles en 2012
- En busca de algo más, en Buenos Aires en 2015[14]

## Premios
- 1990: Premio al Artista, Latino Horizons, Chicago, Illinois.
- 2000: Premio al Primer Director de Cine, Festival de Cine de San Antonio, Texas.[14]